# Heberto Castillo Juárez
Heberto Castillo Juárez (Ciudad de México; 1954) es un político, arquitecto, académico, compositor y pianista mexicano, hijo del ingeniero Heberto Castillo, excandidato presidencial y fundador del Partido de la Revolución Democrática.

## Trayectoria
Instituto de Investigaciones en Ingeniería y Arquitectura, A.C. Despacho del Ing. Heberto Castillo Martínez. (1976-1998): Supervisión y Residencia en Obra (1976-1979) Estructura Tridilosa del Hotel de México hoy “World Trade Center”. Desarrollo Urbano Tabasco 2000 (1980-1982) Director de Supervisión de Obra, en el Desarrollo Urbano ubicado en Villahermosa, Tabasco. En las obras de Palacio Municipal, Centro de Convenciones, Conjunto Habitacional y Puentes Vehiculares en superficie de 60,000 m². Torre Chapultepec (1989-1991) Director de Supervisión Diseño Estructural de la Torre Chapultepec ubicada en Rubén Darío 281, Polanco, D.F. Con sistema de Tridilosa con 25 niveles y un área de 25,000 m². UAM Xochimilco (1995-1998) Diseño Estructural y Coordinación de Proyecto del Edificio de Aulas y Laboratorios de Ciencias Biológicas y Edificio del Departamento de Diseño de la UAM Xochimilco.
Gobierno del Estado de Tabasco (1983-1988) Director de Supervisión y Control de Calidad de la Secretaría de Comunicaciones, Asentamientos y Obras Públicas del Gobierno del Estado de Tabasco.
Coordinador General (1992-1994) de Reconstrucción de Obra en la LV Legislatura del Palacio Legislativo de San Lázaro.
Director Responsable de Obra, Perito en Desarrollo Urbano (2002-2006) Coordinación de proyectos y obras en la ampliación de las instalaciones de Médica Sur en una superficie de 40,000 m²
Jefe Delegacional electo de Coyoacán de 2006 a 2009.
Colaboró como analista en el programa "El centro del debate" FOROtv 2010.
Asesorías en Diversos Proyectos Estructurales (2010-2018) Revisión y coordinación del proyecto Ejecutivo del Instituto Nacional de Cancerología de acuerdo a la norma del Reglamento de Construcciones del Distrito Federal como DRO. Director Responsable de Obra en la construcción de la Nueva Torre de Hospitalización del Instituto Nacional de Cancerología con una superficie de 60,000 m² en Av. San Fdo. N.º 2, Tlalpan, D.F.
Académico en la Universidad Iberoamericana (materia de estructuras 2004-2005). Es académico en 2014 a la fecha, y titular por examen de oposición de la materia de sistemas estructurales en 2017 de la Facultad de Arquitectura de la UNAM; en noviembre de 2018 es electo Consejero Técnico en Taller Juan O'Gorman del Consejo Técnico de la Facultad de Arquitectura UNAM 2018-2022.
Asesor en Coordinación General de Asesores y Asuntos Internacionales 2018-2019.
Director en Tren Maya, FONATUR. 2020.

## Candidatura
5 de abril de 2015, Candidato Externo por Movimiento Ciudadano al Distrito XXIV Federal en Coyoacán.
En enero del 2006 contendió en elección interna de Coyoacán, para después ser el Candidato del PRD resultando electo como Delegado.

## Libros
- Análisis y diseño de estructuras Tomo 1: Resistencia de materiales" 1997
- Análisis y diseño de estructuras Tomo 2: Estructuras reticulares" 1999
- Análisis y diseño de estructuras Tomo 3: Estructuras espaciales" 2002, editados por Alfaomega en Coautoría con el Ing. Heberto Castillo Martínez.
- "Tridilosa para grandes claros" 2013, editado por la Facultad de Arquitectura de la UNAM y editorial Trillas.
- Libro de partituras "Música para piano" 2004, editado por Real Musical; adquirido como acervo por la biblioteca Cuicamatini de la Escuela Nacional de Música de la UNAM en mayo de 2011.

## Discos
- "Jazzeando" 1989 Producido por Pentagrama.
- "Imágenes" 1995 Producción independiente, distribuido por Opción Sónica.
- "Reflexiones" 1998 Producción independiente, distribuido por Opción Sónica.
- "Barroco en Swing" 2003 Producción independiente, distribuido por Quindecim.
- "Compartiendo Jazz " 2007 Producción SUTUM.
- "Vivencias" 2010 Disco de Jazz inspirado, en el libro "Si te agarran de van a matar" del Ing. Heberto Castillo Martínez. Producido por IMER y SUTUM.

## Música
- Comenzó estudiando el piano clásico, bajo la enseñanza de la maestra Raquel Krauze, a la edad de seis años, hasta el año 1978. «Músicos de jazz de México»
- "Vivencias del 68" Espectáculo Multimedia. Presentado en UVA Tlatelolco y Cineteca Nacional 2018 y el Festival Internacional de Cine de Guadalajara 2014. Basado en el libro del Ing. Heberto Castillo Martínez "Si te agarran te van a matar". Musicalizado y adaptado con imágenes de vídeos originales del Movimiento Estudiantil del cineasta Oscar Menéndez. Música compuesta por Heberto Castillo Juárez e interpretada en vivo con su cuarteto: Enrique Valadéz, contrabajo, Jorge Fernández, batería, Rubén Chong, saxofón. Una producción de José Peguero y Heberto Castillo Juárez. Compuso la música del cortometraje inspirado en imágenes representativas de la fauna mexicana “Nacen, crecen, se reproducen y mueren”, dirigido por Iván Trujillo y realizado por la Dirección General de Actividades Cinematográficas de la Universidad Nacional Autónoma de México en el 2000. Se ha presentado en su trío formado en sus inicios con Pablo Anguiano y Alejandro Pérez Sáez, y en (1991-2012) con Gonzalo González y Enrique Valadéz en los principales teatros y salas del país entre los que destaca MUNAL, Sala Manuel M. Ponce del Palacio de Bellas Artes, Anfiteatro Simón Bolívar del Antiguo Colegio de San Idelfonso, Sala Carlos Chávez, Sala Nezahualcóyotl, Sala Silvestre Revueltas del conjunto Ollin Yoliztli, Teatro Juárez de Guanajuato, Teatro Ocampo de Morelia, Michoacán, Teatro La Paz de San Luis Potosí. También en los programas de televisión “Tienda y trastienda”, “ECO”, “En Vivo”, “Suave es la Noche”, “Animal Nocturno”, “Los mejores músicos”. Ha colaborado con artistas de diferentes géneros musicales, entre ellos Tehua, Marlina Palafox, Marguie Bermejo y Patricia Carrión.